# Can/goo
can/goo（カングー）は、日本の音楽バンドである。

## 概要
ロックが熱かった70年代をベースとしたナチュラルでありながら遊びのあるサウンドと歌謡曲にも負けない力強いメロディーの融合を目指す。

## 年表
- 1998年、POMがcan/gooプロジェクトを考案。この頃からTAPIKOと出会う。
- 1999年、KIYOとHIDEが加入。
- 2001年、シングル「欠片」にてインディーズデビュー。
- 2002年、11月22日に発売されたシングル「まぼろし」にて、スターチャイルドレコードからメジャーデビュー。同曲はテレビアニメ「シスター・プリンセス RePure」オープニングテーマに起用され、オリコンチャート初登場16位を記録。「A&Gメディアステーション こむちゃっとカウントダウン」にて、当時の番組記録である9週連続第1位を果たした。
- 2004年12月1日、メジャー1stアルバム「ココロのうた」をリリース。
- 2006年、ファンクラブの会報にて同年2月末でのファンクラブ解散と、4月30日にて行われるワンマンライブを以て活動休止を発表。
  - （時期不明）　正式な発表は無いが、所属事務所であったGOOD-DAYを離脱。
- 2007年11月23日、「can/goo Live 2007 -きみにあいたい-」を開催し活動を再開。2日後の「電撃15年祭」にも出演した。
- 2009年、ライブDVD「can/goo Live 2009 きみにあいたい-Returns- 」をリリースし、本格的に活動を再開した。
- 2010年11月22日、約5年ぶりとなるCDであり、6年ぶりのアルバムである『思い出シンドローム』をインディーズよりリリース。
- 2013年、白石涼子とかんぐぅりょっちを結成
- 2016年9月19日、KIYOが同年12月11日のワンマンライブを以て脱退することが発表され[1]、予定通り正式に脱退した。それ以降はサポートベーシストを置き、3人で活動を継続中。
- 2018年9月24日、KING SUPER LIVE2018に出演。翌9月25日にはベルウッド・レコード（キングレコード系のインディーズレーベル）より、5枚目にて初のベストアルバム『ALL TIME BEST 2001-2018 can詰め』をリリース。キングレコード系からのリリースは、「刻印」以来、13年ぶりとなる。

## エピソード
- 「A&Gメディアステーション こむちゃっとカウントダウン」にゲストとして呼ばれた時にPOMがダジャレを連発しまくったので、その後のメールテーマ「ダジャレ祭り」ということだけでゲストに呼ばれたこともある。
- TAPIKOは「こむちゃ」の前に放送している「A&G 超RADIO SHOW〜アニスパ!〜」のパーソナリティである浅野真澄が着ていたメイド服を借りて、そのまま出演したことがある。なお、最初はPOMにメイド服を着せていた。

## メンバー
- TAPIKO（たぴこ）
  - ボーカル・ピアノ担当・9月20日生まれ・AB型・埼玉県出身
  - 主に作詞を担当。
  - 入日茜とツインヴォーカルピアノユニット・愛になりたひを結成。
- POM（ぽん）
  - ギター・コーラス担当・1964年6月13日生まれ・O型・滋賀県出身 [2]・本名 本田孝信
  - リーダーであり、主に作曲を担当。
  - ソロシンガーとしても活動し、POM名義でミニアルバム「忘れない」、本田'POM'孝信名義でアルバム「re/Birth」「FRIENDS」をリリース。
- HIDE（ひで）
  - ドラム・コーラス担当・1973年1月18日生まれ・B型・北海道出身・本名 小林秀樹
  - DEEN・近藤薫・大黒摩季・加藤和樹・保志総一朗・米倉千尋・森口博子・原田知世・太田裕美などのサポートメンバーとして活動。
  - DEENのギタリストである田川伸治と、森口翔太と、ロックインストバンドTHE SONIC TRICKを結成。THE SONIC TRICKでは本名の小林秀樹で活動している。
  - ソロ歌手として2015年7月1日、シングル「I believe in you / キミとスマイル」でデビュー。翌年2ndシングル「僕だけのヒロイン/良かったね。」を小林秀樹名義でリリース。
  - 2012年、プロフェッショナルサポートバンド・4tunesに参加。

## 元メンバー
- KIYO（きよ）
  - ベース・コーラス担当・12月27日生まれ・O型・東京都出身
  - The JADE・近藤薫・井上昌己・田川伸治・深野義和・深見亮介などのサポートメンバーとして活動。
  - 2012年、プロフェッショナルサポートバンド・4tunesに参加。
  - 2016年12月11日のワンマンライブを以て、グループを脱退。それに伴いかんぐぅりょっちも脱退した。脱退後、同月18日のグー刊現在増刊号にて「元can/gooのKIYO」としてゲスト出演した[3]。
  - HIDEとは音楽学校で出会ってからの仲であり[4]、グループ脱退後もHIDEのソロライブにはサポートベーシストとして、長田雄大ワンマンライブにはHIDEとサポートメンバーとして共演している。

## サポートメンバー
- 森口翔太
  - ベース担当。1983年1月1日生まれ・兵庫県出身
  - 田川伸治、AKB48、w-inds.、DEEN、大塚愛、西内まりや、島谷ひとみ、槇原敬之などのサポートメンバーとして活動。
  - POMのソロアルバム「FRIENDS」に参加[5]。
  - 上記の通り、HIDEこと小林秀樹とは、THE SONIC TRICKと同じメンバーである。
  - 妻は、女優・シンガーソングライターの田中有紀美。

## ディスコグラフィ

### シングル
- クレジットは、特記すべき点は除く全ての作詞：TAPIKO、作曲：POM、編曲：can/goo・時乗浩一郎 表記
- メジャーレーベルでのリリースはレーベルに太字表記

|     | 発売           | タイトル     | レーベル                   | 曲名 | 備考 |
| --- | -------------- | ------------ | -------------------------- | --- | --- |
| 1st | 2001年7月11日  | 欠片         | ミュージックウエブレコード | 1.欠片 2.パラレル 3.Tappy 4.欠片（Off Vocal Version） 5.パラレル（Off Vocal Version） 6.Tappy（Off Vocal Version）                       | インディーズデビューシングル。 1.テレビ朝日「カーグラフィックTV」エンディングテーマ |
| 2nd | 2002年11月22日 | まぼろし     | スターチャイルドレコード   | 1.まぼろし 2.君と生きていく 3.まぼろし（Off Vocal Version） 4.君と生きていく（Off Vocal Version）                                        | メジャーデビューシングル 1.テレビアニメ「シスター・プリンセス RePure」オープニング主題歌 2.テレビアニメ「シスター・プリンセス RePure」エンディングテーマ オリコンチャート16位                                                                      |
| 3rd | 2003年6月25日  | 鏡の中       | スターチャイルドレコード   | 1.鏡の中 2.ひとつ＝運命共同体 3.鏡の中（Off Vocal Version） 4.ひとつ＝運命共同体（Off Vocal Version）                                    | 1.テレビアニメ「ウルトラマニアック」オープニング主題歌 2.テレビアニメ「ウルトラマニアック」エンディングテーマ |
| 4th | 2004年5月26日  | 教えてあげる | スターチャイルドレコード   | 1.教えてあげる 2.プライド 3.眠れない 4.教えてあげる（Off Vocal Version） 5.プライド（Off Vocal Version） 6.眠れない（Off Vocal Version） | 1.テレビアニメ「せんせいのお時間」オープニング主題歌 |
| 5th | 2005年1月13日  | 刻印         | スターチャイルドレコード   | 1.刻印 2.顔 3.刻印（Off Vocal Version） 4.顔（Off Vocal Version）                                                                        | 1.テレビアニメ「吟遊黙示録マイネリーベ」オープニング主題歌 2.テレビアニメ「吟遊黙示録マイネリーベ」エンディングテーマ 尚、表題曲は「しるし」と読む                                                                                                 |
| 6th | 2016年12月11日 | 一期一会     | LOOP TRIANGLE              | 1.一期一会 | ライブ会場限定シングル。作詞：TAPIKO、作曲：POM、編曲：can/goo KIYOが本作の発売日当日のライブを以て脱退するため結成メンバー４人で収録した最後の楽曲となった。 2018年6月24日からセブンネットショッピングでも発売された。 オリジナルトートバッグ付き |

### 配信シングル
- はたとせ（2019年5月29日）[6]
- Manipulation（2022年11月22日）
- 名前 (FILM_SONG.)（2023年6月28日）

### アルバム
|     | 発売           | タイトル                        | レーベル                   | 曲名 | 備考 |
| --- | -------------- | ------------------------------- | -------------------------- | --- | --- |
| 1st | 2002年7月19日  | イマココニイル                  | ミュージックウエブレコード | 1.無限大 2.欠片 3.パラレル 4.寝息 5.誰より傍に 6.何処 7.生きるカタチ 8.Spicy Girl 9.壊してあげる 10.ココニイル 11.寝息 -reprise- | 1.テレビ埼玉「第84回全国高等学校野球選手権埼玉大会」挿入歌 4、10曲目 作詞・作曲：TAPIKO、編曲：can/goo・時乗浩一郎 |
| 2nd | 2004年12月1日  | ココロのうた                    | スターチャイルドレコード   | 1.教えてあげる 2.君の味方 3.刻印 4.まぼろし 5.冬の月の下で 6.ココロのうた 7. 鏡の中 8.愛すべき君に 9.あなたですか 10.ウソ 11.チャンス -遅咲きBloomer- 12.ひとつ＝運命共同体 13.まぼろし -epilogue- | 2.日本テレビ系「『ＮＮＮニュースプラス1』エンタメSPORTS」 11月・12月度テーマソング 10曲目 作詞・作曲・編曲：TAPIKO 現時点で唯一のメジャーアルバム。 |
| 3rd | 2010年11月22日 | 思い出シンドローム              | LOOP TRIANGLE              | 1.キミを失くしたココロ 2.SOS 〜ぼくたちのルール〜 3.思い出症候群 4.好きだから 5.偏屈モード 6.タイムリミット 7. きみにあいたい 8.行こう | 2 - 5、7・8曲目 作詞：TAPIKO、作曲：POM、編曲：can/goo インディーズでは8年ぶりのフルアルバム |
| 4th | 2011年11月22日 | ココロスイッチ                  | LOOP TRIANGLE              | 1.春、花びら 2.お掃除サマー 3.斜陽の影 4.白い奇蹟 5.ココロスイッチ 6.道しるべ -Acoustic Version- | 全曲 作詞：TAPIKO、作曲：POM、編曲：can/goo 四季をテーマにしたコンセプチュアルアルバムにして、初のミニアルバム。 |
| 5th | 2018年9月15日  | All Time Best 2001-2018 can詰め | ベルウッドレコード         | 1.欠片 2.無限大 3.ココニイル 4.まぼろし 5.君と生きていく 6.鏡の中 7.教えてあげる 8.プライド 9.刻印 10.顔 11.キミを無くしたココロ 12.思い出症候群 13.斜陽の影 14.お掃除サマー 15.一期一会 16.青いフィールド 17.さよならの後に | 初のベストアルバム。12 - 15曲目の作詞：TAPIKO、作曲：POM、編曲：can/goo 16曲目はCOACH☆に楽曲提供した曲をセルフカヴァー。 17曲目は新曲であり、「まぼろし」のアンサーソングとなっている。 KIYO脱退後、ライブのサポートベーシストとして参加している森口翔太が16・17曲目にてベースを担当。 |
| 6th | 2022年11月22日 | はたとせ                        | LOOP TRIANGLE              | 1.はたとせ 2.Manipulation 3.鏡の中［can/gela］ feat.atsuko（angela） 4.今日はまだ終わらない feat.一条和矢 置鮎龍太郎 保志総一朗 5.自分占い 6.ホームへ 7.祈り 8.四次元カプセル［かんぐぅりょっち］ 9.ヒーローになりたかった feat.櫻井孝宏 10.記念日 feat.白石涼子 ひと美 11.クオリア〜Sha La La〜 12.恋はア・ラ・モード 13.一期一会〜Acoustic Version〜 14.まぼろし 〜Strings Version〜 | クラウドファンディングで制作 |

## 提供
- COACH☆「青いフィールド」
- 白石涼子「遠い日のメッセージ」

## 出演

### ラジオ
放送終了
- can/gooのグー刊現在増刊号〜!（Mot.Comもとみや：2011年 - 2019年12月29日）

## リンク
- オフィシャルサイト
- 続・たぴこ日記 Powered by Ameba - TAPIKO公式ブログ
- POM official blog Powered by Ameba - POM公式ブログ
- HIDE'S BLOG - HIDE公式ブログ
- can/goo (@cangoo_info) - X（旧Twitter）
- TAPIKO (@tapiko920) - X（旧Twitter）
- POM_from can/goo (@pomcangoo) - X（旧Twitter）
- 小林秀樹 (@HIDE_Drums) - X（旧Twitter）
- can/goo公式Facebook
- Facebook TAPIKO
- Facebook POM
- Facebook HIDE